# Sedum fusiforme
Sedum fusiforme é uma espécie de planta com flor pertencente à família Crassulaceae. 
A autoridade científica da espécie é Lowe, tendo sido publicada em Trans. Cambridge Philos. Soc. 4: 31. t. 3. f. 1. 1831.

## Portugal
Trata-se de uma espécie presente no território português, nomeadamente no Arquipélago da Madeira.
Em termos de naturalidade é endémica da região atrás referida.

## Protecção
Não se encontra protegida por legislação portuguesa ou da Comunidade Europeia.